# Betulia (Santander)
Pour les articles homonymes, voir Betulia.
Betulia est une municipalité du département de Santander, en Colombie.

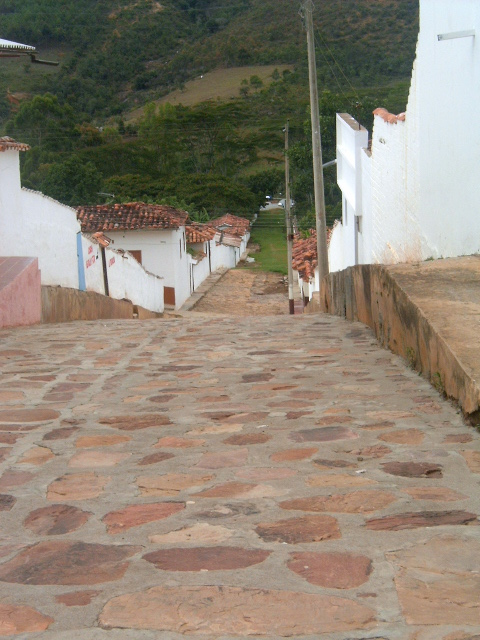
Une rue, à Betulia